# Silvio Witt
Pour les articles homonymes, voir Witt.
Silvio Witt, né le 13 mai 1978 à Neustrelitz, est une personnalité politique allemande, non affiliée à un parti.
Il est maire de la ville de Neubrandenburg de 2015 à 2025.

## Biographie

### Origines et famille
Silvio Witt naît le 13 mai 1978 à Neustrelitz, dans le Land de Mecklembourg-Poméranie-Occidentale, alors en République démocratique allemande. Il grandit à Groß Nemerow.
Il est marié, après avoir conclu un partenariat de vie en 2017, et affirme publiquement son homosexualité.

### Formation et parcours professionnel
Après un service civil auprès de l'association caritative des églises protestantes Diakonie (de) à Züssow, il fait une formation d'employé de commerce dans une caisse d'épargne à Neustrelitz de 1997 à 2000. 
Il travaille pendant deux ans dans cette même caisse d'épargne dans le domaine des relations avec les médias et avec le public, puis étudie quatre ans durant à la Haute école de Worms et à Budapest et obtient en 2006 un diplôme de gestionnaire d'entreprise.
Il travaille ensuite deux ans comme journaliste pour le Nordkurier (de) à Prenzlau et Demmin, puis ouvre sa propre agence de communication à Neubrandenburg.

### Parcours politique
Silvio Witt n'est membre d'aucun parti.
Il est conseiller municipal (législatif) de la commune de Groß Nemerow de 1999 à 2002.
Candidat au poste de maire de la ville de Neubrandenburg en 2015, il s'impose le 15 mars 2015 au deuxième tour par 69,9 % des voix face au candidat du parti Die Linke Torsten Koplin (de), après avoir déjà terminé en tête au premier tour (43,12 % des voix). Il succède ainsi à Paul Krüger, de la CDU, à ce poste. Il est largement réélu en 2022.
Il annonce en octobre 2024 sa démission pour mai 2025 à la suite de la décision prise par le conseil municipal de la ville, par 15 voix contre 11 et 8 abstentions, de ne plus hisser de drapeau arc-en-ciel sur le bâtiment de la gare, remplacé à plusieurs reprises pendant plusieurs années par un drapeau nazi. Il déclare alors notamment vouloir protéger ses proches dans un climat politique de plus en plus violent et avoir subi diverses humiliations en raison de son homosexualité.

## Distinction
- 2021 : Croix d'honneur des forces armées allemandes niveau or[5]